# فورتیا
فورتیا (به اسپانیایی: Fortiá) یک منطقهٔ مسکونی در اسپانیا است که در آلت امپوردا واقع شده‌است. فورتیا ۱۰٫۸ کیلومتر مربع مساحت دارد.